# Harmsiopanax
Harmsiopanax es un género de fanerógamas perteneciente a la familia  Araliaceae, que comprende tres especies.

## Taxonomía
El género fue descrito por Otto Warburg y publicado en Die Natürlichen Pflanzenfamilien 1: 166. 1897. La especie tipo es : Harmsiopanax aculeata

## Especies
| - Harmsiopanax aculeata - Harmsiopanax harmsii - Harmsiopanax ingens |